# Alfred Günther
Alfred Günther (25 de abril de 1917 - 15 de junio de 1944) fue un militar alemán de la Segunda Guerra Mundial.  Untersturmführer de las Waffen SS, fue galardonado con la Cruz de Caballero de la Cruz de Hierro.

## Biografía
Günther tenía el número de servicio de las SS 392.402, y estuvo al mando de la 3.ª Compañía, 1.er Batallón SS de Sturmgeschütz. Llegó a convertirse en el primer miembro de la unidad que se le otorgó la Cruz de Caballero, el 3 de marzo de 1943.
Más tarde fue transferido al 101.º Batallón Blindado SS y estuvo al mando de un Panzer VI Königstiger en el 3.er Pelotón, 3.ª Compañía. Posteriormente fue muerto cuando su tanque Tiger fue alcanzado por una bomba de avión aliada el 15 de junio de 1944.

## Condecoraciones
- Cruz de Hierro de Segunda Clase
- Cruz de Hierro de Primera Clase
- Cruz de Caballero de la Cruz de Hierro[1]